# 博列瓦茨
博列瓦茨是塞爾維亞的城鎮，由札那查爾州負責管轄，位於該國東部，面積828平方公里，據2011年人口普查，博列瓦茨有人口12994人，大部分居民信奉東正教。

## 外部連結
- Boljevac online (Unofficial site  of Boljevac municipality)